# Литтлдейл, Томас
Томас Альфред Ройдс Литтлдейл (англ. Thomas Alfred Royds Littledale; 2 апреля 1850, Ливерпуль — 4 декабря 1938, Сен-Жан-де-Люз) — британский яхтсмен, серебряный призёр летних Олимпийских игр 1908 года.
На Играх 1908 года в Лондоне Литтлдейл соревновался в классе 12 м. Его команда дважды приходила к финишу второй, заняв в итоге второе место.